# Sainte-Colombe (Hautes-Alpes)
Sainte-Colombe település Franciaországban, Hautes-Alpes megyében. Lakosainak száma 63 fő (2022. január 1.). Sainte-Colombe Barret-sur-Méouge, Étoile-Saint-Cyrice, Orpierre, Ballons, Izon-la-Bruisse és Laborel községekkel határos.

## Népesség
A település népessége az elmúlt években az alábbi módon változott:
| Lakosok száma | 56   | 49   | 43   | 52   | 63   | 58   | 55   | 51   | 55   | 63   |
|               | 1968 | 1982 | 1990 | 2006 | 2013 | 2015 | 2017 | 2019 | 2020 | 2022 |